# マティ・ステパネク
マティ・ステパネク（Mattie Stepanek, 1990年7月17日 - 2004年6月22日）は、アメリカ合衆国の詩人。本名はマシュー・ジョセフ・サディアス・ステパネク (Matthew Joseph Thaddeus Stepanek)。重病である筋ジストロフィーに侵されながらも、世界の平和を願った詩を13年の生涯で書き続け、アメリカ中に反響を呼んだ。

## 経歴
アメリカのメリーランド州で誕生。生まれながらにして筋ジストロフィーにより心拍、体温調節、消化すら自力でできない体であり、誕生時にはすでに姉と兄（長男）も同じ病気で死亡していた。1993年、一緒に暮していた唯一の兄弟であるもう1人の兄（次男）も、4歳にして筋ジストロフィーで死亡。これを機に、マティは詩を書き始めた。内容は普段の自分の考え、病気、死、離婚した自分の両親、心の強さ、未来、平和への可能性などだった。
1996年、筋ジストロフィー協会の主催するサマーキャンプに初参加。このキャンプでは、子どもたちが願い事を風船にくくりつけて飛ばすイベントが恒例であり、マティは「詩集の出版」「尊敬するジミー・カーター元大統領との会談」「人気テレビ番組『オプラ・ウィンフリー・ショー』への出演」の3つを願うようになった。兄の死を悲しんだマティにとっては、自分の詩を人々に伝えて世界中の戦争を止めさせ、戦争の犠牲者をなくすことが願いであり、その彼にとって、世界平和活動に従事したカーター元大統領がヒーローであった。
2001年、マティの容態が急変。病状は悪化の一途をたどり、医師から余命わずかの宣告が下ったことで、メディカルセンターのスタッフがマティの3つの願いを叶えるために動き出した。同年8月、連絡を受けたカーター元大統領が、集中治療室のマティと10数分にわたって電話で会話した。
同年9月。無名の少年の詩集に多くの出版社が難色を示す中、地元の小さな出版社・VSPブックスが、マティの子どもらしからぬ表現力とメッセージ性を評価し、マティ初の詩集『Heartsongs』が出版された。初版200部はマティの親戚や友人や支援団体によりわずか5分で売り切れ、即、3000部の増刷が決定した。後にCNNや『トゥデイ』といったアメリカ中のメディアが『Heartsongs』の話題を取り上げ、さらに同月のアメリカ同時多発テロ事件を機に、平和への願いが込められた詩が注目を集め、アメリカ中で人気を博した。詩集第2弾『Journey Through Heartsongs』は、序文をカーター元大統領が著したことでも話題となった。
同年10月。詩集出版と前後して奇蹟的な回復を遂げたマティは、念願の『オプラ・ウィンフリー・ショー』への出演を果たした。この出演により詩集の人気に火がつき、第1弾『Heartsongs』は「ニューヨーク・タイムズ・ベストセラー」のペーパーバック部門第3位、第2弾『Journey Through Heartsongs』は同ハードカバー部門の第1位を記録。あまりの注文の多さにVSPブックスが対応しきれず、大手出版社であるハイペリオンブックスが共同出版に参入するほどだった。同年11月にはアメリカで大人気の報道番組『グッド・モーニング・アメリカ』に出演し、カーター元大統領との対面を果たした。翌月には筋ジストロフィー協会の2002年親善大使に任命された。
翌2002年、詩集第3弾『Hope Through Heartsongs』が発売。この作品では、全米ベストセラー『魂との対話』の著者であるゲーリー・ズーカフが、平和を願うマティの詩を高く評価した。第3弾までのシリーズ販売部数は110万部を突破。その後も詩集の出版は続き、マティの詩集の計6冊はすべてがベストセラーとなった。
その後もマティは母と介助犬とともに暮していたものの、依然としていつ亡くなっても不思議ではなく、運が良くてあと数年生きられるかという状態と宣告されていた。2004年6月22日、誕生日を目前にして死去。13歳没。